# Сушрута Самхіта

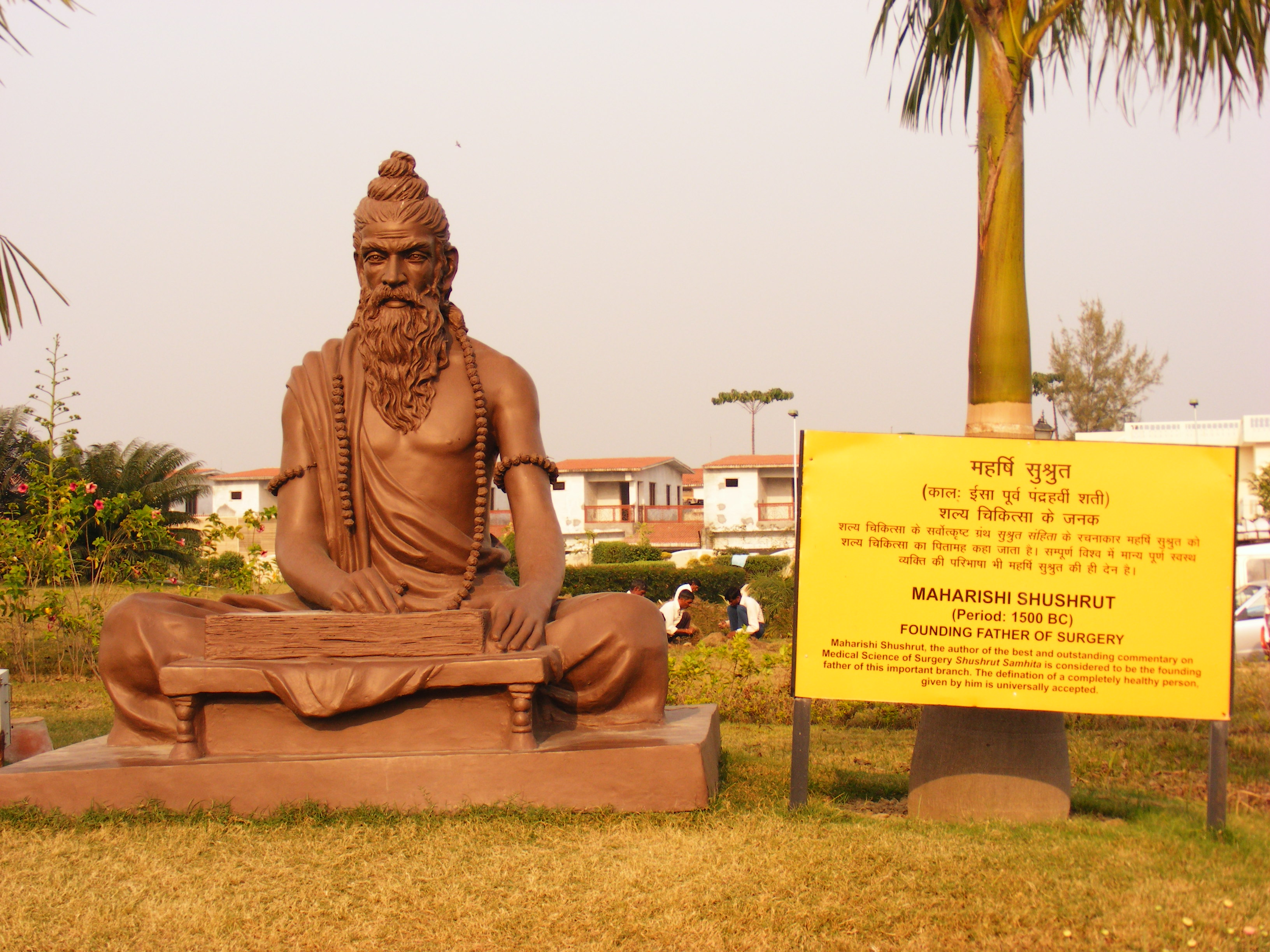
सुश्रुत

Сушрута Самхіта (Sushruta Samhita) — написана санскритом робота з медицини, частина системи Аюрведи, що приписується Сушруті (VI століття до н. е.), «батьку хірургії». Оригінальний рукопис не зберігся до наших днів, збереглися лише копії з численними ревізіями. Збережені частини тексту переважно відносяться до III—IV століть н. е. Хоча в них обговорюються вісім різних розділів медицини, найважливішим вважається хірургія, якій приділяється найбільша увага. Із збережених текстів найважливіші частини, що мають відношення до найстарішого варіанту, містить Боулерівський рукопис. За межами Індії робота стала відома у VIII столітті, коли була перекладена арабською мовою.